# Повішений незнайомець
«Повішений незнайомець» (англ. The Hanging Stranger) — оповідання американського письменника Філіпа К. Діка, написане у жанрах наукової фантастики і жахів. Уперше видане в грудні 1953 року видавництвом «Future Publications, Inc.» у журналі «Science Fiction Adventure». Увійшло до третього тому «Зібраної короткої прози Філіпа К. Діка» 1987 року, до збірки «Читанка Філіпа К. Діка» (англ. The Philip K. Dick Reader) 1997 року.
У 2018 році за мотивами оповідання вийшов епізод «Вбий усіх інших» (англ. Kill All Others) телесеріалу «Електричні сни Філіпа К. Діка».
Українською мовою оповідання видане «Видавництвом Жупанського» у 2023 році в другому томі «Повного зібрання короткої прози» Філіпа К. Діка в перекладі Ігоря Гарніка.

## Сюжет
Власник магазину Ед Лойз стривожений тим, що ніхто не звертає уваги на мертвого незнайомця, повішеного на ліхтарному стовпі.
Він знаходить докази того, що інопланетні комахи захопили владу в його рідному містечку Піквіль. Лойз тікає до сусіднього містечка Оак Ґроув. Там він звертається до комісара поліції, який, вислухавши його, пояснює, що тіло повісили, щоб перевірити, чи хтось на нього зреагує. Той, хто відреагує, виявиться людиною, яку прибульці не контролюють. Проте замість допомоги комісар обманює Лойза й страчує його, повісивши на телефонному стовпі.
Після робочого дня віцепрезидент Торговельного банку Оак Ґроув Клеренз Мейсон повертається додому. На півдорозі він зупиняється і бачить моторошне видовище: біля поліцейського відділку на телефонному стовпі висить незнайомець. Найдивніше було те, що крім нього, здавалося, ніхто цього не помічав.

## Телевізійна адаптація
Телесеріал «Електричні сни Філіпа К. Діка» включає десятий епізод, заснований на оповіданні. Телевізійна адаптація відрізняється від оповідання тим, що має більш політичне забарвлення.

## Видання українською мовою
- Дік, Філіп. К. Повне зібрання короткої прози. Том 2 / Пер. з англ.: Ігор Гарнік, Єгор Поляков. — Київ: Видавництво Жупанського, 2023. — (Ad Astra) — 592 с. ISBN 978-617-7585-69-4
  - Повішений незнайомець (з 397 с. по 413 с.; переклав Ігор Гарнік)

## Зауваги
1. ↑  Дані взято з видання: Філіп К. Дік. Повне зібрання короткої прози. Том 2, Видавництво Жупанського, 2023